# Augusto Pinochet
Augusto José Ramón Pinochet Ugarte (Valparaiso, 25. studenog 1915. – Santiago, 10. prosinca 2006.), državnik, general i predsjednik Čilea. Bio je vođa četveročlane vojne hunte koja je s vlasti svrgnula socijalističkoga predsjednika Allendea 1973. godine. Njegova vlast je potrajala sve do 1990. godine. Kasnije je uveo gospodarske reforme koje su pomogle razvoju čileanskog gospodarstva.

## Životopis

### Rani život
Augusto Pinochet se rodio 1915. godine, u Valparaisu. S napunjenih 18 godina ušao je u vojnu školu. Godine 1936. diplomirao je na vojnoj akademiji u činu potporučnika. Godine 1972. socijalisti Salvadora Allendea imenovali su ga zapovjednikom čileanskih oružanih snaga. Njegov uspon u vojsci bio je brz. Godine 1939. postaje drugi, a 1941. godine prvi časnik. Službovao je u rodnom Valparaísu i Iquiqueu Čileu, kao i u Arici i Quitu u Ekvadoru.

### Vojna karijera i privatni život
U ranim godinama Pinochet nije bio zainteresiran za politiku, iako je kao visoki časnik pedesetih godina bio umiješan u radu protiv Socijalističke partije Čilea. Godine 1973., u nadi da će se oduprijeti najvećoj gospodarskoj katastrofi u povijesti Čilea, Allende i njegova vlada pokušali su da se izvuku iz stagnacije, ali je rezultat bila hiperinflacija i potpuna gospodarska paraliza, što je izazvalo veliko nezadovoljstvo naroda. Ubrzo Allendeovi ljudi proglašavaju Pinocheta zapovjednikom vojske. Međutim, Pinochet je za manje od mjesec dana izveo državni udar, uz vojnu pomoć koja mu je došla iz SAD-a. Bio je oženjen za Lucíu Hiriart s kojom je imao petero djece.

### Vojni puč i diktatura
Istoga dana Salvador Allende izvršava samoubojstvo, a 72 njegova najbliža suradnika su zarobljeni i strijeljani. Zatim je formirana vlada sastavljena od odabranih ljudi koji su zapovijedali vođenjem državnog udara, s Augustom Pinochetom na čelu. Proglašeno je izvanredno stanje, a parlament je raspušten do daljnjeg. Pinochet je, da bi uništio marksističku prošlost Čilea, odmah osnovao novu tajnu policiju pod imenom "Uprava nacionalne obavještajne službe" ili DINA.
Na gospodarskom planu, Pinochet je predvodio ubrzanu tranziciju ka gospodarstvu slobodnog tržišta čime je usporio inflaciju, vratio je nacionaliziranu imovinu, poticao je strana ulaganja itd. Godine 1976. na vlast u SAD došao je Jimmy Carter koji je optuživao Pinocheta što je dovelo do zahlađenja odnosa između SAD-a i Čilea. Tijekom 1977. godine povjerenstvo za ljudska prava UN-a prvi put je osudilo Pinochetov režim. Pinochet je 1978. godine raspisao referendum na kome je bio upit o podržavanju njegovog režima, na što je 78% glasača glasovalo u njegovu korist.
Godine 1980. Pinochet donosi novi Ustav koji mu je omogućio da ostane predsjednik do 1990. godine. Tijekom 1982. godine se pogoršala politika gospodarstva, dovodeći na rub bijede mnogo ljudi. Godine 1985. skupine protiv Pinocheta su se ujedinile protiv režima i osnovale su "Nacionalni sporazum" za prijelazak na punu demokraciju i zahtijevale su od Pinocheta da ih sasluša. Njihovi zahtjevi su odmah odbijeni. Dana 7. rujna 1986. godine "Domoljubna fronta" Manuela Rodrigueza pokušala je izvršiti atentat na Pinocheta koji je on čudom preživio. Neuspjeli pokušaj atentata je doveo do novih uhićenja i još većeg pritiska na oporbene ljevičarske grupe. Godinu dana poslije atentata raspisan je plebiscit o tome treba li Pinochet ostati na vlasti, koji je održan 5. listopada 1988. godine. Na plebiscitu je 55% glasača izglasalo nepovjerenje Pinocheta, opredijelivši se radije za Patricia Aylwina, koji je pripadao Demokršćanskoj stranci. Već 6. listopada Pinochet je priznao poraz, ali se nije odrekao funkcije zapovjednika vojske. Godine 1990. održani su slobodni izbori na kojima je pobjedu odnio Patricio Aylwin.

### Razdoblje poslije diktature i smrt
Po okončanju Pinochetove diktature nova vlada je formirala Nacionalnu komisiju za istinu i pomirenje, čiji je glavni posao bio da utvrđivanje eventualnog kršenja ljudskih prava za vrijeme Pinochetovog režima. Do 1996. godine Korporacija je utvrdila krivnju Pinochetovog režima za smrt 3,197 osoba i utvrdila imena 600 pripadnika oružanih snaga koji su sudjelovali u kršenju prava. Međutim, Pinochet je proglašen doživotnim senatorom, čime je stekao imunitet unatoč.
Putujući s diplomatskom putovnicom, Pinochet je u rujnu 1998. godine stigao u Ujedinjeno Kraljevstvo na operaciju leđa. Tu je na zahtjev Španjolske uhićen i zadržan, ali je zbog diplomatskog nereda pušten nakon 16 mjeseci. Dana 2. ožujka 2000. godine General Pinochet je stigao u Santiago, gdje mu je nakon četiri mjeseca ukinut diplomatski imunitet. Pinochet je optužen za brojne zločine. Vrhovni sud Čilea je u srpnju 2002. godine potvrdio da bivši diktator neće izaći pred sud zbog lošeg zdravlja, a tri dana kasnije Pinochet se odrekao titule doživotnog senatora. Dana 3. prosinca 2006. godine, osam dana poslije devedeset prvog rođendana, Pinochet je doživio srčani udar od čijih posljedica je preminuo 10. prosinca u vojnoj bolnici u Santiagu.

## Poveznice
- Salvador Allende
- Operacija Kondor
- DINA

## Vanjske poveznice
- BBC World (na španj. jeziku)
- Amnesty International (na eng. jeziku)  Arhivirana inačica izvorne stranice od 17. prosinca 2006. (Wayback Machine)
- Fundacija Augusto Pinochet Ugarte (na španj. jeziku)  Arhivirana inačica izvorne stranice od 15. prosinca 2006. (Wayback Machine)